# Marie Madeleine de Montaigu
Marie Madeleine de Montaigu, född 1692, död 1736, var en dansk skådespelare, den första professionella kvinnliga skådespelaren i Danmark, som uppträdde inför allmänheten på en offentlig teater.
Hon föddes i Danmark som barn till franska invandrare och gifte sig 1715 med Rene Magnon de Montaigu (1661-1737). Hennes make var ledare för den franska hovtruppen La troupe du Roi de Danemark, som sedan 1682 hade var engagerad som hovteater. Året därpå blev hon själv medlem i denna teater och därmed hovaktör. 
År 1721 blev La troupe du Roi de Danemark,  avskedad av kungen, som istället ville höra tysk opera. Rene Magnon och en annan fransk invandrare, Etienne Capion, bad då om tillstånd att få starta en offentlig teater i Köpenhamn. Han fick kungligt tillstånd och 1722 öppnade teatern på Lille Grönnegade, den första scen där man talade danska och den första offentliga teatern i Danmark.  
Capion var teaterns direktör, Rene Magnon ansvarig för skådespelarna, och Marie Madeleine blev tillsammans med de andra i sin trupp den kanske första kvinna som uppträtt för allmänheten i Danmark. De kvinnliga skådespelarna var få: där fanns också Helene le Coffre, Maren Magdalene Lerche och Maries dotter Frederikke Sophie. 
Teatern stängdes 1728. Marie och hennes make levde därefter under knappa omständigheter och livnärde sig bland annat som fransklärare. 